# Yevgeni Goryachev
Yevgeni Dmitriyevich Goryachev (tiếng Nga: Евгений Дмитриевич Горячев; sinh ngày 16 tháng 1 năm 1992) là một cầu thủ bóng đá người Nga. Anh thi đấu cho F.K. Khimki.

## Sự nghiệp câu lạc bộ
Anh có màn ra mắt tại Russian Second Division cho FC Gornyak Uchaly vào ngày 5 tháng 9 năm 2012 trong trận đấu với F.K. Lada-Togliatti Togliatti.